# 빈우혁
빈우혁(賓牛盢, 1981년 3월 21일 ~ )은 대한민국의 서양화가이자 작가이다. 주로 실제 존재하는 장소를 바탕으로 관념적인 풍경화를 그리며, 독일 베를린에서 조형예술가협회 회원이자 작가로 활동하고 있다. 주요 작품으로는 <우물: 병산서원>(2009), <월정사>(2012), <티어가르텐 28>(2014), <인쇄소 연작>(2016), <포스트펜 61>(2017) 등이 있다.

## 생애
빈우혁은 1981년 대한민국 서울에서 태어났다. 경복고등학교, 한국예술종합학교 미술원 조형예술과 예술사, 한국예술종합학교 미술원 조형예술과 전문사를 졸업하고, 서울대학교 서양화과 석사를 수료했다.
2006년 대학 1학년 시절 서울 인사동에 위치한 쌈지길 갤러리에서 한국예술종합학교 미술원과 미국 Maryland Institute College of Art의 교류전을 시작으로 알려지기 시작했으며,당시 전시했던 <Never Flown Flyer Fantasy>(2006)는 Maryland Institute College of Art에 소장되어 있다. 2014년 OCI미술관에서 첫 개인전 [Stirring Still: 마음을 흔드는 고요]를 열고, 2021년 갤러리바톤에서 열두 번째 개인전 [Promenade: 산책]을 가졌다.

## 전시경력

### 개인전
- 2021 Promenade, 갤러리바톤, 서울
- 2019 Flat-Hunting, KSD갤러리, 서울
- 2019 일요일 오후 3시, 챕터투, 서울
- 2018 Luftzeichner: 공기그림자, 퀀텀점프 릴레이 4인전, 경기도미술관, 안산
- 2017 Live-Wall-Revery: 외롭고 오래된 공상, 두드림작은미술관, 동두천
- 2017 Luftwald: 루프트발트, 갤러리바톤, 서울
- 2016 옴니버스, 북구예술창작소, 울산
- 2016 WÜRDENTRÄGER: 균형조정자, 스페이스 오뉴월, 서울
- 2014 Arkadia: 아르카디아, 갤러리바톤, 서울
- 2014 Ein schiefer Garten, 쇼케이스, 글로가우AIR, 베를린, 독일
- 2014 Stirring Still: 마음을 흔드는 고요, OCI미술관, 서울
- 2013 우울한 날,  윈도우 갤러리, 갤러리 현대, 서울

### 단체전
- 2021 컬렉션_ 오픈 해킹 채굴, 서울시립미술관, 서울
- 2020 강가의 아뜰리에, 양주시립 장욱진미술관, 양주시
- 2020 그림, 그리다, 경기도미술관, 안산
- 2018 Korean’s Spirits Ⅱ, Artvera’s Gallery, 제네바, 스위스
- 2018 Help Earth! help Us!, 고양 아람미술관, 고양시
- 2017 괄호 안에 제시하다, 경기창작센터, 안산
- 2017 퍼블릭아트 뉴히어로, JCC 아트센터, 서울
- 2017 표류하는 무의식, 경기창작센터, 안산
- 2017 설원기와 21인, 이화익갤러리, 서울
- 2016 코리아 투모로우, 성곡미술관, 서울
- 2016 듀얼채널픽션, 갤러리175, 서울
- 2016 아마도 애뉴얼날레 목하진행중, 아마도예술공간, 서울
- 2016 우리시대의 젊은 작가들, 한국은행 화폐박물관, 서울
- 2016 Hanging Together, 스페이스 오뉴월, 서울
- 2015 육감 六感, OCI미술관, 서울
- 2014 Open Studio, 글로가우AIR, 베를린
- 2013 Drawn to Drawing, 갤러리 카제, 오사카; 갤러리 나카이, 교토
- 2012 미완의 여정, 카이스 갤러리, 서울
- 2012 37.9N 22.9N, 쿤샨 아트갤러리, 쿤샨
- 2012 Art Road 77, 북하우스 아트스페이스, 파주
- 2012 우문현답, 갤러리 쿤스트독, 서울
- 2011 White Block NOW, 갤러리 화이트블럭, 파주
- 2011 What do You Think about Nature?, Gallerie 89, 파리
- 2011 기다림 망각, 미술이론 복도갤러리, 서울
- 2011 Fantastic Realty, b2project Gallery, 서울
- 2010 이인전, 175갤러리, 서울
- 2010 한-러 국제교류전, 중앙화가회관, 모스크바
- 2010 Brand New-Best of Breed, 유진 갤러리, 서울
- 2010 New Platform, 관훈갤러리, 서울
- 2009 화려한 외출, 서울아트센터 공평갤러리, 서울
- 2008 ASYAAF, 옛 서울역사, 서울
- 2008 Ke Drawing, KTF디오랜지갤러리, 서울
- 2007 드로잉 오픈-엔드, KNUA 갤러리, 서울
- 2006 Jetlag, Rosenberg Gallery, 볼티모어, 미국
- 2006 시차, 갤러리 쌈지, 서울

외 다수

## 수상 및 지원/레지던시
- 2020 BBK 베를린 아뜰리에 프로그램, 베를린, 독일
- 2019 서울문화재단 예술창작지원사업 시각예술분야 선정, 서울문화재단
- 2019 한국예탁결제원 KSD갤러리 초대작가, 한국예탁결제원
- 2018 챕터투 레지던시, 서울
- 2018 네이버문화재단 헬로! 아티스트 선정, 네이버문화재단
- 2018 경기문화재단 시각예술분야 신진작가 선정, 경기문화재단
- 2017 경기도미술관-경기창작센터 퀀텀점프작가 선정, 경기문화재단
- 2017 서울문화재단 예술창작지원사업 시각예술분야 선정, 서울문화재단
- 2017 경기창작센터 레지던시, 안산
- 2016 한국은행 신진작가, 한국은행
- 2016 서울대학교 미술대학 총동문회상, 서울대학교
- 2016 서울문화재단 예술창작지원사업 시각예술분야 선정, 서울문화재단
- 2015 퍼블릭아트 ‘New Hero’, 월간 퍼블릭아트
- 2014 OCI영 크리에이티브, OCI미술관
- 2014 글로가우AIR, 베를린, 독일
- 2013 메르세데스-벤츠 코리아 이머징 아티스트, 메르세데스-벤츠 코리아
- 2013 인천아트플랫폼 레지던시 선정, 인천
- 2009 한국예술종합학교 졸업작품상, 한국예술종합학교

## 작품소장
국립현대미술관 미술은행(과천, 대한민국)
서울시립미술관(서울, 대한민국)
경기도미술관(경기도, 대한민국)
OCI미술관(서울, 대한민국)
한국예술종합학교(서울, 대한민국)
메릴랜드 미술대학(볼티모어, 미국)
한국은행(서울, 대한민국)
외 다수

## 출판물
- 3pm on Sunday